# Brotherhood (série télévisée, 2015)
 (janvier 2016).
Si vous disposez d'ouvrages ou d'articles de référence ou si vous connaissez des sites web de qualité traitant du thème abordé ici, merci de compléter l'article en donnant les références utiles à sa vérifiabilité et en les liant à la section « Notes et références ».
Pour les articles homonymes, voir Brotherhood.
Brotherhood est une sitcom britannique en huit épisodes de 25 minutes diffusée du 2 juin au 21 juillet 2015 sur Comedy Central.
En France, la série est diffusée depuis le 27 décembre 2015 sur MTV France.

## Synopsis
La série circule autour de trois garçons : Dan (25 ans), Toby (23 ans) et Jamie (14 ans). Tous ont subi un évènement tragique : ils ont perdu un être cher... leur maman. Ils se retrouvent donc à l'abandon et depuis cet incident, Jamie n'a pas dit un mot. Les deux grands frères, l'un politicien et l'autre gangster se sentent donc dans l'obligation d'être son ange gardien !

## Distribution
- Ben Ashenden (VF : Benjamin Pascal) : Dan
- Johnny Flynn (VF : Adrien Solis) : Toby
- Scott Folan : Jamie
- Ellie Taylor (en) (VF Isabelle Volpe): Poppy
- Sarah Hadland : tante Debbie (4 épisodes)
- Gemma Chan : Miss Pemberton (3 épisodes)

## Épisodes
1. School
2. Poppy
3. Language
4. Birthday
5. Mating
6. Pregnant
7. Work
8. Dad